# 1998年ベルギーグランプリ
1998年ベルギーグランプリ(1998 Belgian Grand Prix)は、1998年F1世界選手権の第13戦として、1998年8月30日にスパ・フランコルシャンで開催された。

## 予選

### 結果
| 順位 | No | ドライバー                       | チーム                     | タイム   | 差     |
| ---- | -- | -------------------------------- | -------------------------- | -------- | ------ |
| 1    | 8  | ミカ・ハッキネン                 | マクラーレン・メルセデス   | 1'48.682 |        |
| 2    | 7  | デビッド・クルサード             | マクラーレン・メルセデス   | 1'48.845 | +0.163 |
| 3    | 9  | デイモン・ヒル                   | ジョーダン・無限ホンダ     | 1'49.728 | +1.046 |
| 4    | 3  | ミハエル・シューマッハ           | フェラーリ                 | 1'50.027 | +1.345 |
| 5    | 4  | エディ・アーバイン               | フェラーリ                 | 1'50.189 | +1.507 |
| 6    | 1  | ジャック・ヴィルヌーヴ           | ウィリアムズ・メカクローム | 1'50.204 | +1.522 |
| 7    | 5  | ジャンカルロ・フィジケラ         | ベネトン・プレイライフ     | 1'50.462 | +1.780 |
| 8    | 10 | ラルフ・シューマッハ             | ジョーダン・無限ホンダ     | 1'50.501 | +1.819 |
| 9    | 2  | ハインツ＝ハラルド・フレンツェン | ウィリアムズ・メカクローム | 1'50.686 | +2.004 |
| 10   | 14 | ジャン・アレジ                   | ザウバー・ペトロナス       | 1'51.189 | +2.507 |
| 11   | 6  | アレクサンダー・ヴルツ           | ベネトン・プレイライフ     | 1'51.648 | +2.966 |
| 12   | 15 | ジョニー・ハーバート             | ザウバー・ペトロナス       | 1'51.851 | +3.169 |
| 13   | 12 | ヤルノ・トゥルーリ               | プロスト・プジョー         | 1'52.572 | +3.890 |
| 14   | 18 | ルーベンス・バリチェロ           | スチュワート・フォード     | 1'52.670 | +3.988 |
| 15   | 11 | オリビエ・パニス                 | プロスト・プジョー         | 1'52.784 | +4.102 |
| 16   | 16 | ペドロ・ディニス                 | アロウズ                   | 1'53.037 | +4.355 |
| 17   | 19 | ヨス・フェルスタッペン           | スチュワート・フォード     | 1'53.149 | +4.467 |
| 18   | 17 | ミカ・サロ                       | アロウズ                   | 1'53.207 | +4.525 |
| 19   | 21 | 高木虎之介                       | ティレル・フォード         | 1'53.237 | +4.555 |
| 20   | 20 | リカルド・ロセット               | ティレル・フォード         | 1'54.850 | +6.168 |
| 21   | 22 | 中野信治                         | ミナルディ・フォード       | 1'55.084 | +6.402 |
| 22   | 20 | エステバン・トゥエロ             | ミナルディ・フォード       | 1'55.520 | +6.838 |

## 決勝

### 展開
名物スパ・ウェザーに翻弄されたレースとなった。スタート時に4番手だったマクラーレンのデビッド・クルサードが1コーナー（ラ・ソース）を過ぎたところでアクアプレーニングを起こしスピン、ガードレールにクラッシュした。後続車は巻き上がる水煙のためにクラッシュを視認できず、玉突き時状態で追突を繰り返してしまい、12台が絡むF1史上最大の多重事故となった。クラッシュしたのはクルサード、フェラーリのエディ・アーバイン、ベネトンのアレクサンダー・ヴルツ、ザウバーのジョニー・ハーバート、プロストのオリビエ・パニス、ヤルノ・トゥルーリ、スチュワートのルーベンス・バリチェロ、アロウズのペドロ・ディニス、ミカ・サロ、ティレルの高木虎之介、リカルド・ロセット、ミナルディの中野信治の12人であった。なおジョーダンのラルフ・シューマッハはランオフエリアに逃れ多重事故の被害を免れている。
55分間におよぶ赤旗中断の後にレースは再開されたが、2台とも多重事故の巻き添えとなったプロスト、アロウズ、ティレルはそれぞれトゥルーリ、ディニス、虎之介がスペアカーに乗ったため、パニス、サロ、ロセットは再スタートをきることができなかった。またバリチェロはクラッシュで負傷したため再スタートを断念している。
再スタート後も波乱はやまず、まずは1コーナーでハッキネンとシューマッハが接触しハッキネンがスピン、そこにザウバーのハーバートが突っ込み両者リタイアとなった。さらにマルメディコーナーでクルサードとブルツが絡んで両者グラベルに飛び出し、ブルツはリタイア。クルサードは何とかコースに復帰するが、上位陣とのタイム差は絶望的なまでに拡大した。この時にハッキネン、ハーバート車の事故処理の為にセーフティーカーが入った。
その後処理が終わり、2回目のリスタート。最初のリスタートでトップを奪ったジョーダンのデイモン・ヒルが堅実にトップを死守する。しかし7周目には、フェラーリのミハエル・シューマッハがバスストップシケインでヒルを抜いてトップに立った。
シューマッハは独走態勢に入り、2位のヒルとの差をどんどん広げてゆく。しかし25周目、トップを走行していたシューマッハがリバージュを抜けた後のプーオンの手前にて周回遅れのクルサードを抜こうとした際に、シューマッハのマシンの右前輪とクルサードの左後輪が接触する形で追突した。シューマッハの右前輪はロッドごと吹き飛んでフロントウィングも失い、クルサードはリアウィングを失った。シューマッハはフロントウィングを失った3輪状態で、クルサードはリアウィングを失った手負いの状態で豪雨のヘヴィウェットの悪路面をスピンせずにピットに戻りガレージに車を入れ、シューマッハはリタイアとなった。クルサードのブレーキングが故意であったと考えたシューマッハはマシンを降りるなり激しい怒りの形相でマクラーレンのピットに向かい、それに青ざめたジャン・トッドらの制止を振り切ってクルサードに対して「俺を殺すつもりか」と罵倒、評議会にも訴えたが「クルサードに故意は認められない」として却下された。その追突劇の同一周、チームメイトのアーバインも濡れた路面に足を取られスピンし、グラベルに飛び出してしまいリタイアとなった。これでトップは再びヒルと変わった。
しかし波乱はまだ続き、今度は26周目、バスストップシケイン手前でベネトンのジャンカルロ・フィジケラが周回遅れの中野信治と追突。派手にマシンの残骸が飛んだ。当時ピットロードへはバスストップシケイン入口から直進する形で進入する構造になっており、普通にシケインを曲がろうとしていて減速していた中野のマシンに対し、ピットインしようとしていたフィジケラがウォータースクリーンで前が見えない状態で突っ込む形になってしまった。フィジケラは左右のフロントタイヤが外れ、コーンをなぎ倒しようやく止まる。フィジケラのマシンのエンジン部分から出火し、フィジケラは急いでコクピットから離れ、マーシャルが消火活動を行った。中野もリア周辺を破損、ガレージにマシンを入れた。この時点で2度目のセーフティーカーが入り、その間にクルサードと中野はマシンを修復しレースに復帰する。この時点でレースを続けていたのはクルサードと中野を含めわずか8台、両者は復帰時にトップから5周遅れ・6位のトゥルーリから3周遅れで、コース上で順位を挽回できる可能性はまずなかったが、大荒れのレース展開でまだリタイアするマシンがあれば入賞できる可能性が残っていたからである。
前述のようにセーフティーカーが入ったことでトップのヒルと2位のラルフ・シューマッハの差は殆ど無くなり、チームメート同士の接近戦となった。そこでヒルが無線でチームに順位のキープを呼び掛け、ラルフに対してチームオーダーが発令されたため、ヒルを抜くことはなかった。そのため、レースはこのまま1位ヒル、2位ラルフの順で決着。ジョーダンは参戦8年目にして悲願の初優勝を1-2フィニッシュで飾り、無限ホンダエンジンにとっても1996年モナコGPでのオリビエ・パニス以来の2勝目を挙げた。ヒルにとっては王座を挙げたウィリアムズ離脱後の初めての優勝となり、結果的にキャリア最後の優勝となった。なおミハエル・シューマッハはラルフに対して出されたチームオーダーに対しても怒りを顕にし「今後、弟があなたのチームで走ることはない」とエディ・ジョーダンに言い放った。結局、ラルフは翌年ウィリアムズに移籍することになる。
3位はザウバーのジャン・アレジ。ザウバーでの初表彰台となった。4位はウィリアムズのハインツ＝ハラルド・フレンツェン、5位はアロウズのペドロ・ディニス、6位は2周遅れでプロストのヤルノ・トゥルーリだった。日本人では中野信治が8位扱い。高木虎之介を含め、これ以降のマシンは全てリタイアとなった。

### 結果
| 順位 | No | ドライバー                       | チーム                     | 周回数 | タイム/リタイア | グリッド | ポイント |
| ---- | -- | -------------------------------- | -------------------------- | ------ | --------------- | -------- | -------- |
| 1    | 9  | デイモン・ヒル                   | ジョーダン・無限ホンダ     | 44     | 1:43:47.407     | 3        | 10       |
| 2    | 10 | ラルフ・シューマッハ             | ジョーダン・無限ホンダ     | 44     | +0.932          | 8        | 6        |
| 3    | 14 | ジャン・アレジ                   | ザウバー・ペトロナス       | 44     | +7.240          | 10       | 4        |
| 4    | 2  | ハインツ＝ハラルド・フレンツェン | ウィリアムズ・メカクローム | 44     | +32.243         | 9        | 3        |
| 5    | 16 | ペドロ・ディニス                 | アロウズ                   | 44     | +51.682         | 16       | 2        |
| 6    | 12 | ヤルノ・トゥルーリ               | プロスト・プジョー         | 42     | 2周遅れ         | 13       | 1        |
| 7    | 7  | デビッド・クルサード             | マクラーレン・メルセデス   | 39     | 5周遅れ         | 2        |          |
| 8    | 22 | 中野信治                         | ミナルディ・フォード       | 39     | 5周遅れ         | 21       |          |
| Ret  | 5  | ジャンカルロ・フィジケラ         | ベネトン・プレイライフ     | 26     | 接触            | 7        |          |
| Ret  | 3  | ミハエル・シューマッハ           | フェラーリ                 | 25     | 接触            | 4        |          |
| Ret  | 4  | エディ・アーバイン               | フェラーリ                 | 25     | スピンアウト    | 5        |          |
| Ret  | 23 | エステバン・トゥエロ             | ミナルディ・フォード       | 17     | ギアボックス    | 22       |          |
| Ret  | 1  | ジャック・ヴィルヌーヴ           | ウィリアムズ・メカクローム | 16     | スピンアウト    | 6        |          |
| Ret  | 21 | 高木虎之介                       | ティレル・フォード         | 10     | スピンアウト    | 19       |          |
| Ret  | 19 | ヨス・フェルスタッペン           | スチュワート・フォード     | 8      | エンジン        | 17       |          |
| Ret  | 8  | ミカ・ハッキネン                 | マクラーレン・メルセデス   | 0      | 接触            | 1        |          |
| Ret  | 6  | アレクサンダー・ヴルツ           | ベネトン・プレイライフ     | 0      | 接触            | 11       |          |
| Ret  | 15 | ジョニー・ハーバート             | ザウバー・ペトロナス       | 0      | 接触            | 12       |          |
| DNS  | 18 | ルーベンス・バリチェロ           | スチュワート・フォード     | 0      | 接触*           | 15       |          |
| DNS  | 11 | オリビエ・パニス                 | プロスト・プジョー         | 0      | 接触*           | 14       |          |
| DNS  | 17 | ミカ・サロ                       | アロウズ                   | 0      | 接触*           | 18       |          |
| DNS  | 20 | リカルド・ロセット               | ティレル・フォード         | 0      | 接触*           | 20       |          |